# Certhia discolor
El agateador gorjipardo o trepador de garganta castaña (Certhia discolor) es una especie de ave paseriforme de la familia Certhiidae que vive en Asia.

## Distribución y hábitat
Se encuentra en Bután, China, India y Nepal.
Sus hábitats naturales son los bosques templados y los bosques montanos húmedos subtropicales.

## Taxonomía
Anteriormente se consideraba que el agateador de Manipur, del sur de Manipur y el suroeste de Birmania que tiene la garganta y pecho de color canela, era una subespecie del agateador gorjipardo (C. d. manipurensis) pero estudios de ADN sugirieron que debía considerarse una especie separada, C. manipurensis (Hume, 1850).